# 아타나소프-베리 컴퓨터

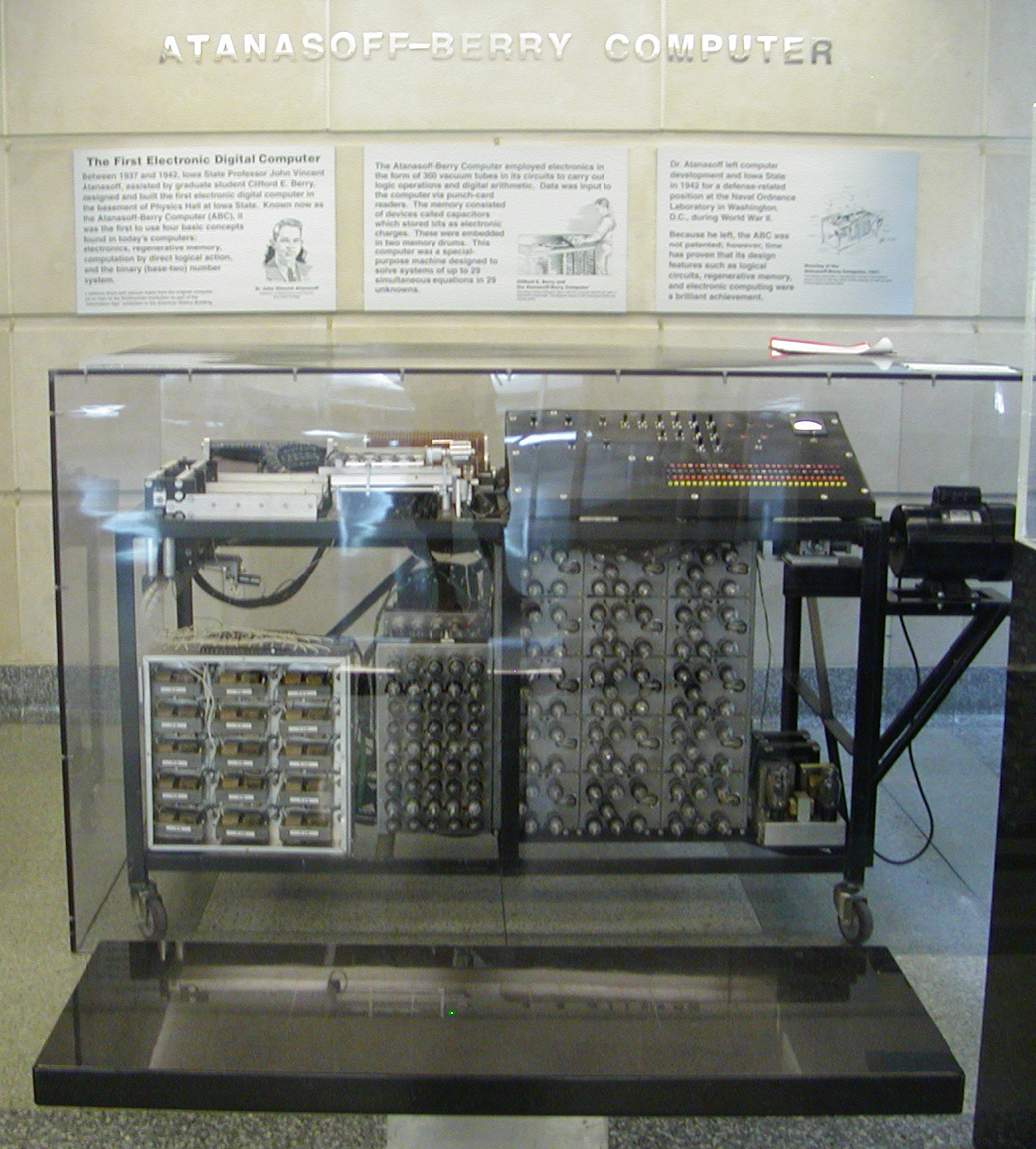
Iowa State 대학, Durham Center 1층에 있는 아타나소프–베리 컴퓨터 모형

아타나소프-베리 컴퓨터(Atanasoff–Berry Computer)는 세계 최초의 전자식 컴퓨터이다. 약어로 ABC라고 불린다. 1937년부터 1942년까지 아이오와 주립 대학에서 존 빈센트 아타나소프와 클리포드 베리가 개발하였다. 이진수의 연산, 병렬 컴퓨팅, 재생식 메모리, 메모리와 연산 기능의 분리 등의 컴퓨터 발명에 기여하였다. 아타나소프는 1990년 11월 13일, 당시 대통령이었던 조지 H. W. 부시로부터 미국 기술상을 수여받았다.

## 개발
아타나소프-베리 컴퓨터는 아이오와 주립 대학 물리학부 건물의 지하실에서 만들어졌다. 자금 부족으로 2년 이상을 보냈고, 1939년 10월에 첫 시제품을 완성하게 된다. 그 해의 11월, 개념증명을 시연하였다. 이 컴퓨터는 약 1.6km 이상의 전선과 280개의 쌍삼극 진공관, 31개의 사이러트론으로 구성되어 있으며, 무게는 320kg 이상이었고 책상만한 크기였다.
아타나소프-베리 컴퓨터는 현대 컴퓨터에서 사용되는 세 개의 아이디어를 먼저 구현해 내었다.
1. 이진수를 사용하여 수치나 데이터를 나타낸다.
2. 기계적인 구성품(기어 및 기계적인 스위치 등)들을 사용하지 않고 모든 계산을 전자 계산한다.
3. 계산을 하는 부분과 메모리를 분리한다.

또한, 아타나소프-베리 컴퓨터는 재생식 캐패시터 메모리를 사용하였는데, 이론적으로 DRAM과 같다. 이 컴퓨터는 각각 1600개의 캐패시터를 내장하고 있다.

## 같이 보기
- 컴퓨터의 역사